# Johannes Kretzschmar (Liedtexter)
Johannes Kretzschmar (* 27. April 1898; † 3. Januar 1957) war ein deutscher Liedtexter.

## Leben
Johannes Kretzschmar lebte in Leipzig und war auch als Buchhändler tätig.
Er gehörte neben Arnold Bormann (1894–1970) und Helmut Kießling (1912–1971) zu den Textdichtern der ersten Stunde im Osten Deutschlands. Von 1947 bis 1957 veröffentlichte der Harth Musik Verlag Leipzig-Berlin mehr als 60 Lieder mit seinen Texten. Auch von dem Musikverlag Lied der Zeit Berlin wurden zahlreiche Werke mit seinen Texten herausgegeben.
Oftmals schrieb er seine Texte nachträglich zur fertig vorliegenden Musik.
Auf dem Klavier von Johannes Kretzschmar lag immer ein Notenstapel mit Melodien, zu denen noch die Worte und Reime gefunden werden mussten. Zu einigen seiner Texte komponierte er auch die Musik.

## Werke
- 1952 „Ein Stückchen blauer Himmel“ (Siegfried Bethmann)
- 1953 „Ab heute wird gefeiert“ (Siegfried Bethmann)
- 1954 „Kleine Ninette von Marseille“ (Alo Koll) – (Heinz Schultze)
- 1954 „Grüß dich grünes Herz Deutschlands“ (Johannes Kretzschmar)
- 1955 „Das Vogelständchen“ (Herbert Roth) – Waltraut Schulz und Herbert Roth
- 1955 „Adio, bella Venezia“ (Horst Reipsch) – Klaus Groß
- 1955 „Ich kenn ein Försterhaus“ (Herbert Roth) – Waltraut Schulz und Herbert Roth
- 1955 „Sag mir leise Du“ (Werny Engelhardt)
- 1955 „Das Herz einer Frau“ (Alo Koll) – Brigitte Rabald
- 1955 „Bohnenkaffee“ (Johannes Kretzschmar)
- 1955 „Ein Märchen“ (Alo Koll) – Werner Hass
- 1955 „Ach, Fips du bist wie ein Apoll“ (Alo Koll) – Brigitte Rabald
- 1955 „Bella Maria“ (Helmut Nier)
- 1955 “Schau mich nicht so an” (Horst Reipsch)
- 1955 „Ich brauche 1000 Takte Tanzmusik“ (Günter Klein)
- 1955 „Argentinische Nächte“ (Werny Engelhardt)
- 1955 „Leise weht der Wind“ (Siegfried Mai) – Hanns Petersen
- 1955 „Seemannsgarn“ (Walter Eichenberg) – Hanns Petersen
- 1956 „Soviel Bänder, soviel Mädchen“ (Siegfried Bethmann)
- 1956 „Ein kleiner Kuß“ (Günter Klein) – Helga Brauer
- 1956 „Vor einem Cafe am Boulevard“ (Alfred Fritsche)
- 1956 „Wenn der Wind weht“ (Gerhard Honig) – Paul Schröder
- 1957 „Don Manfredo aus Toledo“ (Johannes Kretzschmar und Alo Koll) – Werner Hass
- 1959 „Jeder Tag ist schön für mich“ (Günter Klein) – 1969 Peter Schreier und das Große Tanzstreichorchester des Deutschlandsenders, Leitung Jürgen Hermann – Amiga 845059